# Godzilla

Godzilla-Statue in Tokio

Godzilla (japanisch ゴジラ, Gojira; ausgesprochen englisch [ɡɒdˈzɪlə], japanisch [ɡoꜜdʑiɽa]) ist ein japanisches Filmmonster. Das 50–118,5 Meter hohe echsenartige Monster ist bisher in 33 japanischen und fünf amerikanischen Filmen aufgetreten und hat andere Monsterfilmreihen wie Mothra und Gamera inspiriert, die sich bei Fans des Genres ebenfalls großer Beliebtheit erfreuen, die ihn auch als König der Monster bezeichnen. Das Godzilla-Franchise ist das am längsten laufende Film-Franchise; es ist seit 1954 in Produktion, wobei es seitdem mehrere Pausen unterschiedlicher Länge gab.

## Geschichte der Filmreihe

### In Japan
Die Grundidee zum Film stammt vom Produzenten Tomoyuki Tanaka. Als Inspiration gilt hierbei der Vorfall des japanischen Fischerbootes Glücklicher Drache V (第五福竜丸, Dai-go Fukuryū-maru). Dieses Boot geriet am 1. März 1954 in den Einflussbereich von Castle Bravo, einem amerikanischen Nuklearwaffentest, bei dem die US-Army am Tag zuvor ihre stärkste nukleare Waffe auf dem Bikini-Atoll gezündet hatte. Durch die unerwartete Stärke der Bombe und die ungünstigen Witterungsbedingungen wurden Boot und Mannschaft schwer verstrahlt. Der Funker Aikichi Kuboyama verstarb am 23. September 1954 daran. Die anderen Besatzungsmitglieder überlebten zunächst. Sechs von ihnen erkrankten später an Leberkrebs. Während der Vorfall in den Vereinigten Staaten kaum wahrgenommen wurde, sorgte er für enorme Empörung in der japanischen Bevölkerung und zerstörte beinahe die Versöhnungsanstrengungen beider Staaten, die sich im Zweiten Weltkrieg gegenüber gestanden hatten.

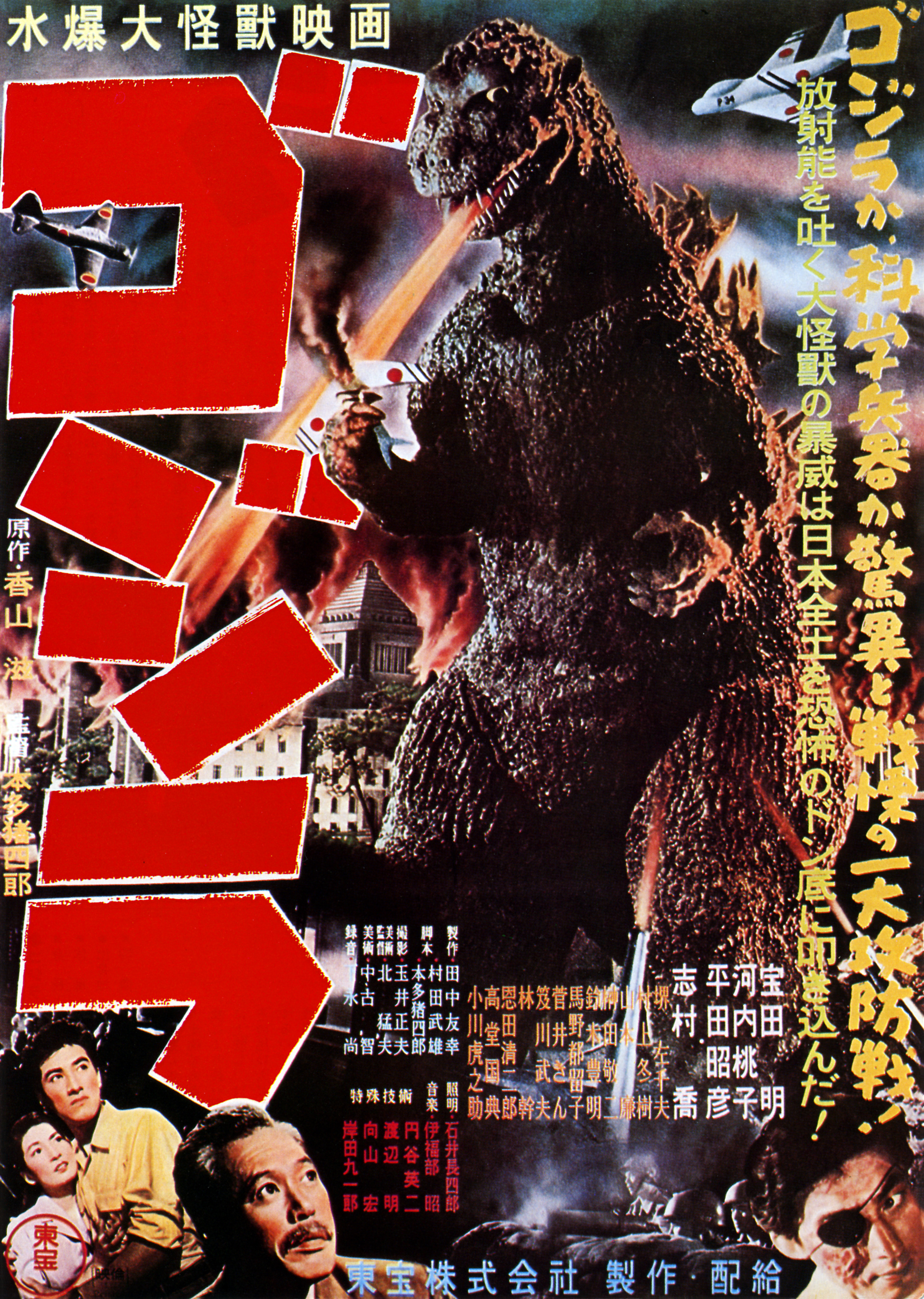
Filmplakat zu Gojira

Der erste Godzilla-Film von 1954 (Gojira) ist in der japanischen Originalversion ein nicht nur tricktechnisch beeindruckendes, sondern auch hinsichtlich der Handlung und Dramatik durchdachtes Werk, das sich als eine Allegorie auf das japanische Trauma der Atombombenabwürfe auf Hiroshima und Nagasaki oder aber als direkte Reaktion auf das Atomunglück der Dai-go Fukuryū-maru deuten lässt. Es existiert neben der japanischen Originalversion von Regisseur Ishirō Honda eine umgeschnittene internationale Fassung, für die Terry O. Morse einige zusätzliche Szenen mit Raymond Burr als Reporter drehte. Honda ließ sich bei diesem ersten Film von dem erfolgreichen amerikanischen Monsterfilm Panik in New York (The Beast From 20000 Fathoms, 1953), mit Trickaufnahmen von Ray Harryhausen, inspirieren.
Der erste Godzilla-Film kann als Verarbeitung des von Japan verlorenen Zweiten Weltkrieges, der Atombombenabwürfe auf Hiroshima und Nagasaki und der zahlreichen Atomtests der Amerikaner im Pazifik während des Kalten Krieges interpretiert werden. Ist in diesem Film Godzilla als Symbol der Bombe ein böses Monster, änderte sich das im Laufe der Reihe. Vor allem versuchte man, Elemente aus ausländischen Produktionen oder dem Weltgeschehen einzubinden. In Filmen wie Befehl aus dem Dunkel (1965) wird Godzilla zum Beschützer Japans (bzw. der ganzen Erde, wie in Final Wars) vor außerirdischen Invasoren. Er wird – so Georg Seeßlen – „vom großen Zerstörer zum großen Freund“. Mit dem Erfolg von TV-Serien wie Raumschiff Enterprise und dem breiteren Interesse für den Wettlauf ins All sowie der Mondlandung der Apollo 11 wurden Science-Fiction-Elemente bis 1975 verstärkt eingesetzt. Der Erfolg der Zurück-in-die-Zukunft-Trilogie inspirierte die Macher des 1991 erschienenen Godzilla – Duell der Megasaurier zur Einbindung des Themas „Zeitreisen“. In den Serien der 1980er/90er und 2000er Jahre wurde Godzilla wieder zu einem bösen Monster, konnte sich aber nie von der Rolle des Anti-Helden distanzieren. Anfang der 1970er Jahre wurde mit Godzilla auch auf die anhaltende Umweltverschmutzung aufmerksam gemacht. Hierbei kämpfte er beispielsweise gegen ein Monster, welches aus der Umweltverschmutzung seine Energie bezieht. Dieses Thema wurde in späteren Filmen der Reihe erneut aufgefasst und zum zentralen Punkt einzelner Geschichten. Ähnliche Anspielungen gibt es auch auf die Gentechnologie.
In Deutschland kamen die Godzilla-Filme in den 1970er Jahren mit teilweise sinnentstellender Synchronisation ins Kino, die die marktschreierischen Verleihtitel in die Handlung zu integrieren suchten. Dabei wurden oftmals Frankenstein und King Kong in die Verleihtitel integriert, obwohl die entsprechenden Monster in der Regel nicht in den Filmen mitspielten. Während King Kong schlicht das zu dieser Zeit wohl bekannteste Synonym für amoklaufende Riesenmonster war – jedenfalls bekannter als Godzilla –, bezieht sich Frankenstein nur indirekt auf Mary Shelleys Romanfigur. Frankenstein – Der Schrecken mit dem Affengesicht, in dem ein 50 Meter hohes, atomar verstrahltes Frankenstein-Monster gegen ein weiteres Urzeitungeheuer kämpfen durfte, war im Sommer 1967 so erfolgreich an den deutschen Kinokassen, dass nahezu alle folgenden Filme, die die japanischen Riesenmonster zum Thema hatten, entsprechend eingedeutscht wurden, um an diesen Erfolg anzuknüpfen; sogar unter Verwendung des gleichen „Frankenstein“-Schriftzugs. Doch auch mit Godzilla selbst wurden Filme mit irreführenden Titeln belegt. So ist der koreanische Film Yongary in Deutschland unter dem Titel Godzillas Todespranke erhältlich. Auch der zweite Film der Gamera-Reihe, der in Deutschland Dragon Wars heißt, wurde mit Godzilla auf dem Cover beworben, obwohl dieser gar nicht auftaucht. Nur das gegnerische Monster wird Godzilla genannt, während Gamera den leicht abgewandelten Namen seines Gegners (Barugon) erhielt.
Tricktechnisch wurde in den Godzilla-Filmen mit Suitmation gearbeitet, was bedeutet, dass ein Schauspieler die Rolle des Monsters in einem oft zentnerschweren Gummikostüm spielt. Die für die Filme charakteristischen Zerstörungsszenen von Städten wurden in detailliert ausgestatteten Modellen gedreht. Da mit der Suitmation eine eigene Ästhetik erreicht wird, die allerdings von westlichen, an amerikanische Tricktechnik gewohnten Zuschauern oft als „billig“ verstanden wird, findet diese auch in den neueren japanischen Godzilla-Produktionen der 1990er Jahre immer noch Anwendung, zusätzlich ergänzt durch zahlreiche Computereffekte. Ursprünglich wollte man wie in einigen amerikanischen Produktionen die Stop-Motion-Technik von Ray Harryhausen nutzen, doch der Aufwand und die Kosten waren für Toho der Grund für die Suitmation-Entscheidung. Man experimentierte jedoch weiterhin mit Computereffekten. Ab 1984 wurde Godzillas charakteristischer Hitzestrahl, der vorher nur ins Filmmaterial eingemalt worden war, im Computer erstellt. 1999 und 2000, in den Filmen Godzilla 2000: Millennium und Godzilla vs. Megaguirus wurde das Monster in Unterwasserszenen ganz im Computer animiert, was die Fans jedoch nicht akzeptierten.
Der Godzilla aus der ersten amerikanischen Verfilmung wurde unter anderem 2004 im japanischen Godzilla-Film, Godzilla: Final Wars, parodiert. In einem Kampf zwischen dem echten und dem amerikanischen Godzilla, der in diesem Film Zilla genannt wird, schleudert der echte Godzilla Zilla mit dem Schwanz in das Opernhaus von Sydney und vernichtet ihn anschließend mit seinem radioaktiven Strahl. Das Ganze wird, wie auch schon der Anfang des Trailers, von We’re all to blame (dt. „Wir haben alle [daran] Schuld“) von der Band Sum 41 untermalt.
Aufgrund des finanziellen Erfolges des zweiten amerikanischen Godzilla-Films entschied sich Toho, nach zwölf Jahren einen neuen Godzilla-Streifen zu drehen. Dieser kam unter dem Titel Shin Godzilla (‚neuer Godzilla‘, internationaler Titel: Godzilla: Resurgence) am 29. Juli 2016 in die japanischen Kinos. Für den deutschsprachigen Markt sicherte sich bereits Splendid Entertainment die Vertriebsrechte. Dieser entstand unter der Regie von Hideaki Anno und Shinji Higuchi, die beide durch die Anime-Serie Neon Genesis Evangelion bekannt geworden waren, wobei das Drehbuch ebenfalls von Anno stammt, die Spezialeffekte von Higuchi. Nach dem Erfolg von Shin Godzilla wurde erstmals eine Adaption als Anime-Filme in Auftrag gegeben, die als Trilogie beginnend mit Godzilla: Planet der Monster ab November 2017 in den japanischen Kinos anlief. Eine weitere Animeserie mit dem Titel Godzilla: Singular Point erschien erstmals am 25. März 2021 auf der japanischen Version von Netflix, wo beide Animes auch im deutschsprachigen Raum zu sehen sind.
Die insgesamt 33 japanischen Godzilla-Filme unterteilen sich in fünf lose zusammenhängende Serien mit jeweils weitgehend voneinander unabhängiger Chronologie: die Showa-Reihe von 1954 bis 1975 (15 Filme), die Heisei-Reihe von 1984 bis 1995 (7 Filme) und die Millennium-Reihe von 1999 bis 2004 (6 Filme). Die vierte Reihe wird Reiwa-Ära genannt, die mit dem 2016 erschienenen Shin Godzilla begann. Mit dem Anime-Film Godzilla: Planet der Monster erschien von 2017 bis 2018 eine Anime-Film-Reihe, die unabhängig von der vierten Film-Reihe ist. Im September 2023 erschien der Trailer zu einem neuen Film mit dem Titel Godzilla Minus One, der im November 2023 in Japan Premiere feierte und am 1. Dezember 2023 auch in den Vereinigten Staaten sowie Deutschland in die Kinos kam.

### In den Vereinigten Staaten
Bereits 1978 erschien in den Vereinigten Staaten unter dem Titel Godzilla – Der Retter der Erde eine Zeichentrickserie über Godzilla, die sich in ihrer Präsentation stark an ein sehr junges Publikum richtete. Godzilla sowie sein Sohn wurden als Beschützer der Menschen inszeniert. Die 26 Episoden starke Serie lief von 1978 bis 1979 und wurde anschließend nicht weitergeführt.
1998 kam ein amerikanischer Godzilla-Film des deutschen Regisseurs Roland Emmerich mit visuellen Effekten von Volker Engel ins Kino, der eine völlig neue und andere Version der Riesenechse präsentierte. Die Handlung wurde von Tokio nach New York City verlegt. Der Film war zwar ein kommerzieller Erfolg, wird aber von Fans des japanischen Godzillas nicht als Teil der Reihe akzeptiert. So ist unter Fans für das Emmerich-Monster die Kurzform GINO gebräuchlich: “Godzilla In Name Only” (Godzilla nur dem Namen nach). Nach Veröffentlichung dieses Films ließ die verantwortliche Produktionsgesellschaft Tōhō verlautbaren, dass es für mindestens zehn Jahre keinen weiteren Godzilla-Film geben werde. Trotzdem erschien noch 1998 eine weitere amerikanische Zeichentrickserie unter dem Titel Godzilla – Die Serie, welche thematisch den Kinofilm von Emmerich fortsetzte. Diese Serie wurde nach zwei Jahren und 40 Episoden ebenfalls nicht mehr fortgeführt.
Im Mai 2014 wurde der zweite amerikanische Godzilla-Film in 2D und 3D veröffentlicht. Produziert und vertrieben wurde der Film neben der Toho Company von Warner Bros., Legendary Pictures und Disruption Entertainment. Regie übernahm hier Gareth Edwards. Dieser Film wurde im Gegensatz zum Werk von Roland Emmerich deutlich wohlwollender aufgenommen.
Für Juni 2018 kündigten Warner Bros. und Legendary Pictures eine Fortsetzung an, in der ebenfalls Gareth Edwards die Regie übernehmen sollte. Dieser stieg aber nach der Fertigstellung seines Star-Wars-Ablegers Rogue One: A Star Wars Story wieder aus. Legendary verschoben den Start daher um zwölf Monate und präsentierten mit Michael Dougherty den Ersatz. Dougherty war seit Beginn in der Produktion als Drehbuchautor involviert. Das Sequel trägt den Titel Godzilla II: King of the Monsters. Des Weiteren wurde für 2020 ein Film angekündigt, in dem Godzilla auf den Riesenaffen King Kong treffen soll, ein Duell, das schon 1962 verfilmt wurde. Diesbezüglich wurde ein Aufeinandertreffen bereits in einer Post-Credit-Szene des Films Kong: Skull Island angedeutet. Die Regie hier übernimmt Adam Wingard. Durch die COVID-19-Pandemie verschob sich aber der ursprüngliche Starttermin mehrfach, weil durch die Schutzverordnungen die Kinos geschlossen wurden. Durch eine exklusive Übereinkunft zwischen Warner Bros. und dem amerikanischen Pay-TV-Anbieter HBO wurde der Film unter dem Titel Godzilla vs. Kong am 31. März 2021 erstmal auf deren Streaming-Plattform HBO Max angeboten. Im deutschsprachigen Raum erschien der Film am 14. Juni 2021 auf Blu-ray Disc und am 1. Juli 2021 im Kino.

## Markante Elemente der Filme

### Herkunft des Namens
Der japanische Name (jap. ゴジラ, Gojira) ist ein Kunstwort, bestehend aus den japanischen Wörtern für Gorilla (jap. ゴリラ, Gorira) und Wal (jap. 鯨 (クジラ), Kujira). Der Name wurde gewählt, weil Godzilla in einer Planungsphase als eine Kreuzung zwischen einem Wal und einem Gorilla beschrieben wurde. Dies ist auch eine Anspielung auf seine Größe, Kraft und seinen Lebensraum, das Meer. Diese These der Herkunft des Namens wurde nie offiziell bestätigt, ist aber am wahrscheinlichsten. Es besteht auch die Theorie, dass der Name von einem damaligen übergewichtigen Mitarbeiter von Tōhō stammt, der 1954 in der Marketing-Abteilung arbeitete. Aufgrund seiner Statur besaß er den Spitznamen Gojira.
Godzilla gilt auch als Namenspatron des Mozilla-Projekts und diverser Nebenprodukte wie Bugzilla, ChatZilla oder auch Jira. Diese Nebenprodukte wurden von Tōhō, die alle Rechte am Namen und der Figur Godzilla hält, äußerst argwöhnisch betrachtet.

### Ursprung des Godzilla-Brüllens
Das charakteristische Brüllen Godzillas entstand nach unbefriedigenden Tonexperimenten mit verschiedenen Tierstimmen. Akira Ifukube, der Komponist der Filmmusik des ersten Godzilla-Films aus dem Jahr 1954, schlug schließlich vor, für die Stimme ein Musikinstrument zu verwenden. Das Brüllen wurde mit einem Kontrabass erzeugt, über dessen Saiten ein mit Kiefernharz bestrichener Lederhandschuh der Länge nach gestrichen wurde.

### Monster aus Godzilla-Filmen
Die folgende Liste enthält einige weitere Monster, die in den Godzilla-Filmen der Tōhō-Studios auftraten:
- Angilas bzw. Anguirus ist der letzte Überlebende der prähistorischen Gattung Ankylosaurus, in einem Film wird er in der deutschen Sprachfassung allerdings auch als ein Nachfahre eines Igels beschrieben. Er ist ein Vierbeiner mit kräftigen Hinterbeinen, was ihm hervorragende Sprungfähigkeiten beschert. Außerdem kann er sich als Kugel zusammenrollen und Gegnern so mit seinem Stachelpanzer schwer zusetzen. In Godzilla kehrt zurück (1955) ist er erstmals als Rivale aufgetreten.[14]
- Baragon, eine Art Urreptil, das sich durch den Erdboden gräbt und einen roten Hitzestrahl speien kann. Er hatte seinen ersten Auftritt in dem Film Frankenstein – Der Schrecken mit dem Affengesicht (1965) und war auch im Film Frankenstein und die Monster aus dem All zu sehen. Zuletzt durfte er sich in Godzilla, Mothra and King Ghidorah (2001) eine Schlacht mit Godzilla liefern.[15]
- Battra, der böse Zwilling von Mothra (der später aber mit Mothra im Team gegen Godzilla kämpft), ist eine riesige Motte, die ihren einzigen Auftritt in Godzilla – Kampf der Sauriermutanten hatte. Genauso wie seine Zwillingsschwester kann Battra Laserstrahlen aus den Augen abschießen. Jedoch kann er sich direkt in eine Motte verwandeln, ohne dass er den Zyklus der Verpuppung durchlaufen muss. Ursprünglich hatte Battra dieselbe Aufgabe wie Mothra, nämlich den Schutz der Erde und ihres Ökosystems. Erst durch den Einfluss der Menschen und der Wut der Natur wurde er zum Rivalen Mothras.[16]
- Biollante, ein Mischwesen, das von einem Wissenschaftler erschaffen wurde, der Godzillas Gene mit denen einer Rose und der Seele seiner Tochter kreuzte. Sie hat ihren einzigen Auftritt in Godzilla, der Urgigant und erscheint im Film Godzilla gegen SpaceGodzilla in einer Rückblende. Biolante ist durch die Involvierung einer menschlichen Seele unsterblich und kann ihre Asche in den Himmel senden, um an anderer Stelle neu zu wachsen. Sie verfügt über eigenständige Rankenmonster, die unabhängig voneinander angreifen können. In ihrer Ursprungsform war Biolante eine riesige Rose, doch sie kann auch andere Formen annehmen, die äußerlich Merkmale von Godzilla tragen. In dieser Form kann sie ätzende Säure spucken.[17]
- Destoroyah, auch Destroyah oder Destroyer geschrieben. Ein Urmonster, das in vier Formen auftaucht. Seine Waffen sind ein mächtiges Horn auf der Stirn, das er als eine Energie-Katana einsetzen kann, und ein Mikrosauerstoff-Strahl. Es entstand aus primitiven Urzeitkrebsen, die durch die erste Anti-Godzilla-Waffe, den Oxygen-Zerstörer, wiederbelebt wurden und mutierten. Das Monster hatte seinen einzigen Auftritt in Godzilla gegen Destoroyah aus dem Jahr 1995.[18]
- Doratos sind kleine Zukunftstiere, von denen drei ihren einzigen Auftritt im Film Godzilla – Duell der Megasaurier hatten. Im Film wurden sie von den drei Gesandten der Weltregierung mit ins Tokio des Jahres 1992 mitgebracht. Die Doratos sind Ergebnisse eines Experimentes und verfügen über Hypersensoren, mit denen man Zeitreisende, die während des Reiseprozesses verloren gegangen sind, wieder finden kann. Sie waren für den Geheimplan der Gesandten zur Vernichtung Japans von entscheidender Rolle, da sie anstatt Godzilla aufgrund des bevorstehenden Atomtests zu einem riesigen steuerbaren Monster mutierten. Aus den Doratos wurde daraufhin King Ghidorah.
- Ebirah, ein gigantischer Krebs, der in Frankenstein und die Ungeheuer aus dem Meer zum ersten Mal gegen Godzilla kämpfte. Ebirah ist auch bei Godzilla: Final Wars zu sehen.[19]
- Gabarah ist ein godzilla-ähnliches Ungeheuer mit kleinem Kopf und längeren Hals, das auf der Monsterinsel lebt und ständig Godzillas Sohn Minilla ärgert. Er kann elektrische Schläge austeilen.[20]
- Gigan, ein einäugiges Cyborg-Monster aus dem All, das einen Schnabel, hakenartige Arme und eine Kreissäge am Rumpf besitzt. Er hatte Auftritte in Frankensteins Höllenbrut (1972), King Kong – Dämonen aus dem Weltall (1973) und Godzilla: Final Wars.[21]
- Godzilla: Das namensgebende Ungeheuer dieser Reihe ist ein riesiger Saurier, der teils als Vertreter einer eigenständigen Dinosaurierart, dem „Godzillasaurus“, angesehen wird. Godzillas stärkster Angriff ist sein Hitzestrahl, den er aus dem Maul ausspeit, wodurch er für schwere Schäden oder Feuersbrünste sorgen kann. Charakteristisch für Godzilla sind seine Rückenzacken, die in der Farbe der Hitzestrahlen aufleuchten (gewöhnlich blau, aber auch feuerrot bzw. purpurn), bevor er diese ausstößt. Darüber hinaus verfügt Godzilla über eine extrem widerstandsfähige Hautschicht, die sogar Beschuss durch Projektile wie Panzergranaten oder Marschflugkörper nahezu unverletzt übersteht, sowie über Regenerationszellen, die seine Wunden schnell heilen. Godzillas Energiequelle ist Radioaktivität; sollte er neue Energie benötigen, begibt er sich zumeist zu einem Atomreaktor (entweder bei Kernkraftwerken oder atombetriebenen Unterseebooten), um sich so zu regenerieren. Sein Herz arbeitet daher wie eine Art Reaktor, der bei einer zu hohen Dosis Radioaktivität heiß läuft und ein Phänomen auslöst, das dem einer Kernschmelze gleichkommt. Es gab im Verlauf der Filmreihe mehrere Godzillas, mindestens folgende:
  - Godzilla 1, der durch Atomtests aufgeweckt wurde und im ersten Film Tokio zerstört. Er wurde in diesem Film auch getötet. Sein Skelett stellte das Gerüst für den Anti-G-Roboter Kiryū in den Filmen Godzilla against MechaGodzilla von 2002 und Godzilla: Tokyo SOS von 2003.[22]
  - Godzilla 2, der im zweiten Film Godzilla kehrt zurück von 1955 auftaucht. Dieser Godzilla ist die Hauptfigur aller folgenden Filme der Showa-Staffel.[23]
  - Godzilla 3, der im Kinofilm von 1984 Godzilla – Die Rückkehr des Monsters Tokio verwüstet. Dieses Monster ist die Hauptfigur aller Spielfilme der Heisei-Staffel. Er stirbt im letzten Film dieser Reihe, Godzilla gegen Destoroyah.[24]
  - Godzilla 4 hatte seinen ersten Auftritt im Film Godzilla 2000: Millennium. Das gleiche Monsterdesign wurde auch für den Nachfolger Godzilla vs. Megaguirus verwendet.[25]
  - Godzilla 5 war der Godzilla aus dem Film Godzilla, Mothra and King Ghidorah. In diesem Film ist er ein Urzeittier, welches von den unruhigen Seelen der gefallenen Soldaten des Zweiten Weltkriegs angetrieben wird. Er wird am Ende des Films scheinbar getötet, jedoch wird gezeigt, dass sein Herz auch noch weiterschlägt.
  - Godzilla 6, der seine Auftritte in Godzilla against MechaGodzilla (2002) und Godzilla: Tokyo SOS hatte.
  - Godzilla 7 in Godzilla: Final Wars von 2004.
  - Godzilla 8 in Godzilla von 2014, Godzilla II: King of the Monsters von 2019, Godzilla vs. Kong von 2021, Monarch: Legacy of Monsters von 2023 und Godzilla × Kong: The New Empire von 2024.
  - Godzilla 9 in Shin Godzilla von 2016.[26]
  - Godzilla 10 in Godzilla: Planet der Monster
  - Godzilla 11 in Godzilla: Planet der Monster, Godzilla: Eine Stadt am Rande der Schlacht und Godzilla: Zerstörer der Welt
  - Godzilla 12 in Godzilla: Singular Point
  - Godzilla 13 in Godzilla Minus One
- Godzilla Jr. (auch Babygodzilla bzw. Little Godzilla[27] genannt) war Godzillas zweiter Adoptivnachwuchs, der in den Filmen von 1993 bis 1995 vorkam (für Godzillas ersten Sohn siehe Minilla). Er verfügt jedoch über alle Fähigkeiten seines Ziehvaters. Im Film Godzilla gegen Destoroyah stirbt Godzilla an den Folgen seiner radioaktiven Mutation. Nach seinem Tod erscheint jedoch Godzilla wieder. Ob es sich dabei um den weiterentwickelten Godzilla Jr. handelt, ist unklar.[28][29]
- Godzillasaurus sieht aus wie eine Mischung von Godzilla und einem Tyrannosaurus. Er lebt auf der pazifischen Insel Lagos. Seinen einzigen Auftritt hatte Godzillasaurus im Film Godzilla – Duell der Megasaurier.[30]
- Gorosaurus, eine mutierte Abart eines Tyrannosaurus. Der Dinosaurier hatte seinen ersten Auftritt in dem King Kong-Abenteuer King Kong – Frankensteins Sohn und kam im Folgejahr in Frankenstein und die Monster aus dem All zu einem Auftritt.[31]
- Hedorah ist ein aus atomarem Müll und Schlamm bestehendes Monster, das durch Umweltverschmutzung zustande kam. Es hatte den ersten Auftritt in Frankensteins Kampf gegen die Teufelsmonster und trat auch in Godzilla: Final Wars auf. Hedorah durchlebt eine froschähnliche Entwicklung; jede Phase dieser Entwicklung verfügt über eine eigene Charakteristik; so kann es z. B. in einer Phase fliegen und dabei tödliches Gas ausströmen. Hedorah kann auch ätzenden Schleim und Öllachen spucken sowie einen Augenstrahl abfeuern. Es ist allerdings anfällig gegen Elektrizität, die ihm die Flüssigkeit aus seinem Körper entzieht und ihn so austrocknet.[32]
- Jet Jaguar, in der deutschen Synchronfassung King Kong genannt, ist ein bunter, spielzeugartiger humanoider Roboter, der zu Monstergröße heranwachsen kann. Er kämpft zusammen mit Godzilla gegen Megalon und Gigan in King Kong – Dämonen aus dem Weltall.[33]
- Kamakiras, auch Kamacuras oder Gimantis genannt, sind riesige Gottesanbeterinnen, die zu dritt in Frankensteins Monster jagen Godzillas Sohn auf Godzillas Sohn Minilla Jagd machten. Ein weiterer Kamakira war bei Godzilla: Final Wars zu sehen.[34]King Kong, der Koloss von Konga

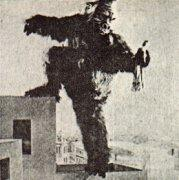
King Kong, der Koloss von Konga

- Kameba, eine riesige Meeresschildkröte. Zu sehen war das Monster sowohl in Monster des Grauens greifen an (1970) als auch in Godzilla: Tokyo SOS.
- King Ghidorah/Kaizer Ghidorah[35]/Desghidorah ist ein dreiköpfiger Drache mit riesigen Flügeln, der die Fähigkeit besitzt, elektromagnetische Schockwellen (ähnlich elektrischen Entladungen) zu speien. Er zählt zu Godzillas ärgsten Feinden und spielte in insgesamt sieben Godzilla-Produktionen mit. Seinen ersten Auftritt hatte er im Jahr 1964 im Film Frankensteins Monster im Kampf gegen Ghidorah und weitere in Befehl aus dem Dunkel (1965), Frankenstein und die Monster aus dem All (1968), Frankensteins Höllenbrut (1972), Godzilla – Duell der Megasaurier (1991) und Godzilla, Mothra and King Ghidorah (2001). Im Film Godzilla: Final Wars (2004) kämpft er in einer speziellen Form zusammen mit Monster X[36] gegen Godzilla, ehe der Kampf in seiner altbekannten Form beendet wurde. In den meisten Filmen stammt er aus dem Weltraum, wo er in einem Kometen herumreist. In Godzilla – Duell der Megasaurier stammt er von der Erde, wo er durch die Einwirkung radioaktiver Strahlung dreier Zukunftswesen zu ebendiesem Wesen verschmolz (s. Doratos). Im Film Godzilla, Mothra and King Ghidorah war Ghidorah eines der drei heiligen Schutztiere der Yamato, wo er als „Tausendjähriger Drachenkönig“ verehrt wurde. Ghidorah wird in einigen Filmen als folgsames Ungeheuer dargestellt, in denen er durch bösartige Kräfte kontrolliert werden kann. Neben den Godzilla-Produktionen hatte er auch Auftritte in den Mothra-Filmen Das Siegel der Elias und King Ghidorah kehrt zurück. In Siegel der Elias hat er als Desghidorah jedoch ein anderes Aussehen und verfügt zusätzlich zu den Flügeln erstmals über zwei Arme. 2019 spielt er auch im US-amerikanischen Film Godzilla II: King of the Monsters mit, in welchem er von Godzilla vernichtet wurde.[37]
- King Kong hatte einen Auftritt im dritten Godzilla-Film Die Rückkehr des King Kong. Hier ist er viel größer als im Original und wird durch Strom gestärkt. Später war er auch im Film King Kong – Frankensteins Sohn zu sehen. Im Jahr 2021 kommt es zum erneuten Aufeinandertreffen, dieses Mal übernimmt aber eine US-amerikanische Produktionsfirma den Dreh.
- King Caesar, ein hundeähnliches Fabelwesen, das auf einer alten Legende von Okinawa basiert (Shīsā). Auftritte hatte er im Film King Kong gegen Godzilla aus dem Jahr 1974 sowie Godzilla: Final Wars aus dem Jahr 2004.[38]
- Kumonga oder auch Spiega, die Riesenspinne, ist ebenfalls ein sehr populäres Monster, das seinen Ursprung in der griechischen Mythologie hat. Es trat das erste Mal in Frankensteins Monster jagen Godzillas Sohn auf und war auch in den Filmen Frankenstein und die Monster aus dem All sowie Godzilla: Final Wars dabei.[39]
- Manda ist eine gigantische Seeschlange, die einem chinesischen Drachen ähnelt, die ihren ersten Auftritt in einem anderen Film (U 2000 – Tauchfahrt des Grauens, 1963) hatte, in dem sie von den Bewohnern des versunkenen Königreiches Mu als Gottheit verehrt wurde. Außerdem war Manda in den Filmen Frankenstein und die Monster aus dem All sowie Godzilla: Final Wars dabei.[40]
- MechaGodzilla (jap. Mekagojira), in der deutschen Fassung auch King Kong genannt, ist eine mechanische Variante Godzillas, der in seinen ersten beiden Filmen King Kong gegen Godzilla (1974) und Die Brut des Teufels, Konga, Godzilla, King Kong (1975) von affenartigen Wesen aus dem All gegen die Menschheit eingesetzt wurde, dann aber 1993 in Godzilla gegen MechaGodzilla II und als Kiryū in Godzilla against MechaGodzilla (2002) und Godzilla: Tokyo SOS (2003) auf der Seite der Menschen kämpfte, um Godzilla zu vernichten. Kiryu wurde aus dem Skelett des ersten Godzillas von 1954 erschaffen. In dem US-amerikanischen Film Ready Player One spielt ebenfalls ein Mechagodzilla mit.[41]
- MechaGhidorah ist eine Cyborg-Version von King Ghidorah. MechaGhidorah verfügt über einen mechanischen Kopf, stählerne Flügel und eine gepanzerte Brustplatte. Aus seinen Mäulern verschießt er Strahlen sowie Stahlhaken aus seinem Brustpanzer. Zu sehen in Godzilla – Duell der Megasaurier (1991). Seine Überreste bildeten die Grundlage für den zweiten MechaGodzilla.[42]
- Megalon ist eine Art gigantische humanoide Schabe, die anstelle von Händen rotierende Bohrer hat. Zudem kann er eine Art von Napalm-Granaten spucken und Blitze aus seinem Horn verschießen. Das Monster trat zum ersten und einzigen Mal in King Kong – Dämonen aus dem Weltall auf.[43]
- Meganulon/Meganula/Megaguirus ist eine prähistorische Riesenlibellenart. Diese Art durchlebt eine mehrstufige Entwicklung, bis sie ihre endgültige Form erreicht. Die Larven bezeichnet man als Meganulon, aus denen sich menschengroße Meganula entwickeln, die sich nur in Schwärmen bewegen. Die Meganula bestimmen einen aus ihren Reihen, der dann mithilfe gesammelter Energie zum Megaguirus wird, während die anderen aus dem Schwarm absterben. In Die fliegenden Monster von Osaka dienten die Meganeurons Rodan als Vogelfutter. Megaguirus hatte seinen ersten Auftritt im Film Godzilla vs. Megaguirus aus dem Jahr 2000 und war zudem in einem Flashback bei Godzilla: Final Wars zu sehen. Der Megaguirus ist in der Lage, einen Ultraschallton zu erzeugen, der wie ein elektromagnetischer Impuls wirkt.[44]
- Minilla/Minya ist der erste Sohn Godzillas. Er ist halb so groß wie Godzilla, mit glatter grauer, auch leicht bräunlicher und grünlicher Haut. Er trat in vier Filmen auf unter anderem in Frankensteins Monster jagen Godzillas Sohn und Godzilla – Attack All Monsters.[45]
- M.O.G.E.R.A. (Mobile Operation Godzilla Expert Robot Aero-Type) ist eine Kampfmaschine, die sich im Notfall in einen Bohrpanzer und ein Kampfflugzeug aufsplitten kann. Die Idee basiert auf dem gleichnamigen Roboter-Maulwurf aus dem Sci-Fi-Klassiker Weltraumbestien von Godzilla-Erfinder Ishirō Honda. M.O.G.E.R.A wurde zwar zum Kampf gegen Godzilla entwickelt, bekämpfte aber dann primär SpaceGodzilla in Godzilla gegen SpaceGodzilla. Spacegodzilla stammt aus dem Weltall hat aber die identische DNA mit Godzilla.[46]
- Mothra, die Riesenmotte von der Insel Infant Island, gehört zu den populärsten Monstern der Godzilla-Reihe. Sie hatte ihr Debüt in ihrem eigenen Film Mothra bedroht die Welt, kam dann in zahlreichen Godzilla-Filmen vor und bekam letztendlich sogar ihre eigene kleine Fantasy-Trilogie. Mothra verfügt über die Fähigkeit zu fliegen und kann Laserstrahlen abschießen. Ihre stärkste Waffe ist der Goldstaub, mit dem sie Gegner lähmen kann. In einigen Filmen wird Mothra als Gottheit verehrt und als Beschützerin der Erde und ihres Ökosystems dargestellt.
- Muto, eine insektoide Riesenmonstergattung, die ihren bisher einzigen Auftritt im US-amerikanischen Remake von 2014 hatten. Männliche Mutos sind viel kleiner als ihre weiblichen Artgenossen und verfügen über die Möglichkeit zu fliegen. Die weiblichen Mutos sind Landtiere und legen die Eier zur Fortpflanzung. Mutos ernähren sich von radioaktiver Strahlung und können zur Verteidigung einen elektromagnetischen Impuls freigeben, der alle elektrischen Geräte in ihrem Umkreis zum Stillstand bringen kann. Sie nutzen Ultraschallwellen als Paarungsruf. Muto steht für Massive Unidentified Terrestrial Organism, übersetzt bedeutet das so viel wie „Gigantische unidentifizierte irdische Lebensform“.
- Odako (Giant Octopus), ein riesiger Oktopus, gegen den King Kong in Die Rückkehr des King Kong auf dessen Heimatinsel kämpfte. Dieses Monster ist das einzige Monster der Toho-Geschichte, welches mit der Stopmotion-Technik animiert wurde.
- Orga ist ein Alien-Monster, das von einem UFO aus Godzillas Zellen erzeugt wurde. Dies geschah in Godzilla 2000: Millennium.[47]
- Owashi (Giant Condor), ein riesiger Kondor, auf den Godzilla in Frankenstein und die Ungeheuer aus dem Meer traf.

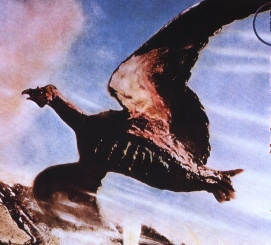
Rodan auf dem Filmplakat von Sora no Daikaijū Radon von 1956

- Rodan auf dem Filmplakat von Sora no Daikaijū Radon von 1956 Rodan, im japanischen Original bekannt als Radon, ist ein gigantischer Pteranodon. Er trat erstmals in seinem eigenen Film, Rodan – Die fliegenden Monster von Osaka, auf. Er gehört mit zu den bekanntesten Kreaturen aus dem Toho-Universum und spielte bisher in sechs Godzilla-Filmen eine Rolle.[48]
- Shokkiras, ein riesiger Parasit (ähnlich einer riesigen Seelaus), der auf Godzillas schuppiger Haut lebt. Seinen einzigen Auftritt hatte er in Godzilla – Die Rückkehr des Monsters aus dem Jahr 1984.
- SpaceGodzilla, ein Weltraummonster, das aus Godzilla-Zellen, die durch Mothra und/oder Biollante ins All getragen wurden und dort der Strahlung von Schwarzen Löchern ausgesetzt waren, entstanden ist. Er tritt gegen seinen genetischen Vater in Godzilla gegen SpaceGodzilla an.[49]
- Titanosaurus, ein prähistorisches Seeungeheuer, das wie ein überdimensionales Seepferd auf zwei Beinen aussieht und einen elefantenartigen Schrei von sich gibt. Unter dem Synonym Konga bekämpft er Godzilla zusammen mit King Kong (MechaGodzilla) und die Menschheit in Die Brut des Teufels, Konga, Godzilla, King Kong, wo er vom rachsüchtig Wissenschaftler Dr. Mafune, seiner Tochter und Bewohnern vom Black-Hole-Planeten kontrolliert wird. Der Titanosaurier hat an seiner Schwanzspitze einen ausklappbaren Fächer, mit dem er Orkanböen auslösen kann.[50]
- Varan, eine prähistorische Riesenechse, die an den Körperseiten Flughäute besitzt. Seinen ersten Auftritt hatte das Monster in seinem eigenen Film: Varan – Das Monster aus der Urzeit von 1958. Einen kurzen Auftritt hatte er in Frankenstein und die Monster aus dem All.[51]
- Zilla, so wird der Emmerich-Godzilla in dem Film Godzilla (1998) genannt. Bei einem kurzen Gastauftritt im Film Godzilla: Final Wars wird Zilla von Godzilla vernichtet. Das Monster besitzt auch den Spitznamen GINO (Godzilla in Name only), welcher ihm von den Fans spöttisch verliehen wurde, weil sie mit dem Monster aus dem Film von Roland Emmerich sehr unzufrieden waren und nicht als Teil der Reihe akzeptieren. Das Monster ist eine mutierte Leguanart und trotz seiner Größe sehr agil. Zilla kann einen heißen Atem ausspeien, der leicht entflammbar ist. Zillas Art ist asexuell und wird trächtig geboren.[52]

## Trivia

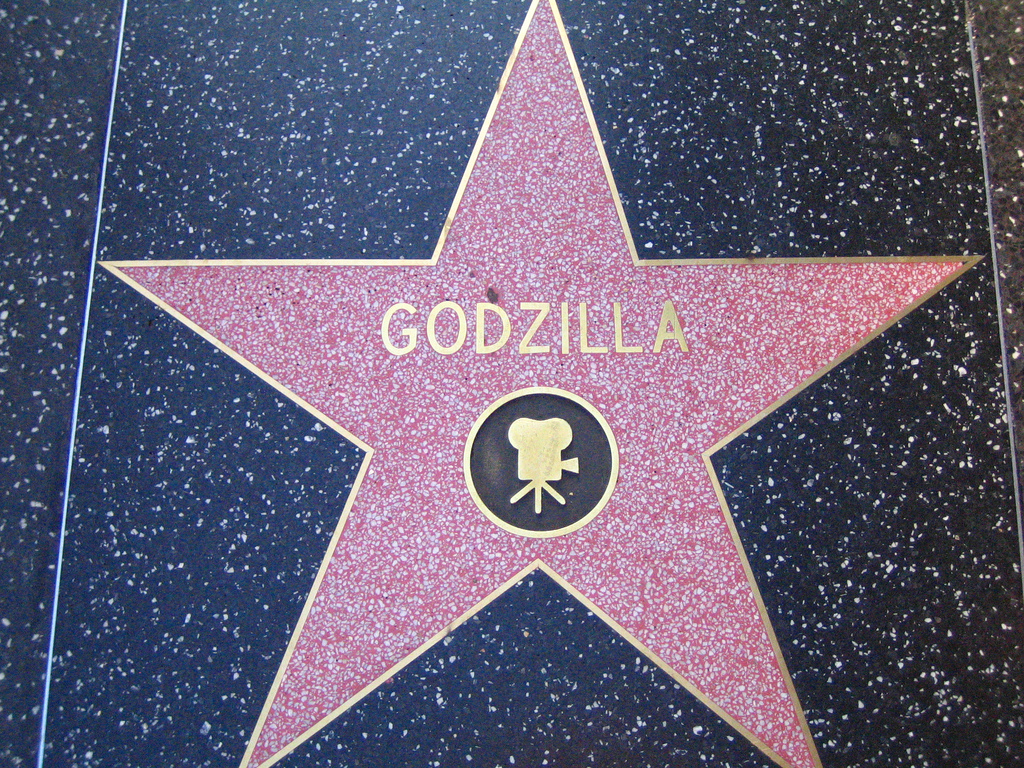
Stern auf dem Hollywood Walk of Fame

- Seit den 1990er Jahren waren Godzilla-Figuren regelmäßig Teil der Comics von Katz & Goldt (Am Rande des Berlin-Marathons,[53] Godzilla, der höfliche Gast von Istanbul. Folge 1: Stachelbeeren von vorvorvorvorgestern,[54] Folge 2: Godzilla, der höfliche Gast von Istanbul, hat Durst,[55] Der beste Freund Berlins[56]).
- Am 30. November 2004 bekam die Figur des Godzilla zu ihrem 50. Geburtstag und im Rahmen der Uraufführung von Godzilla: Final Wars in Los Angeles einen eigenen Stern auf dem Hollywood Walk of Fame.
- Am 18. Juli 2014, zum 60. Geburtstag Godzillas, wurde eine 35 cm hohe, 15 Kilogramm schwere und umgerechnet 1,09 Millionen Euro teure goldene Godzilla-Statue, die dem Original aus 1954 ähnelt, im Tokioter Midtown Green & Park ausgestellt und war bis Ende August zu sehen.

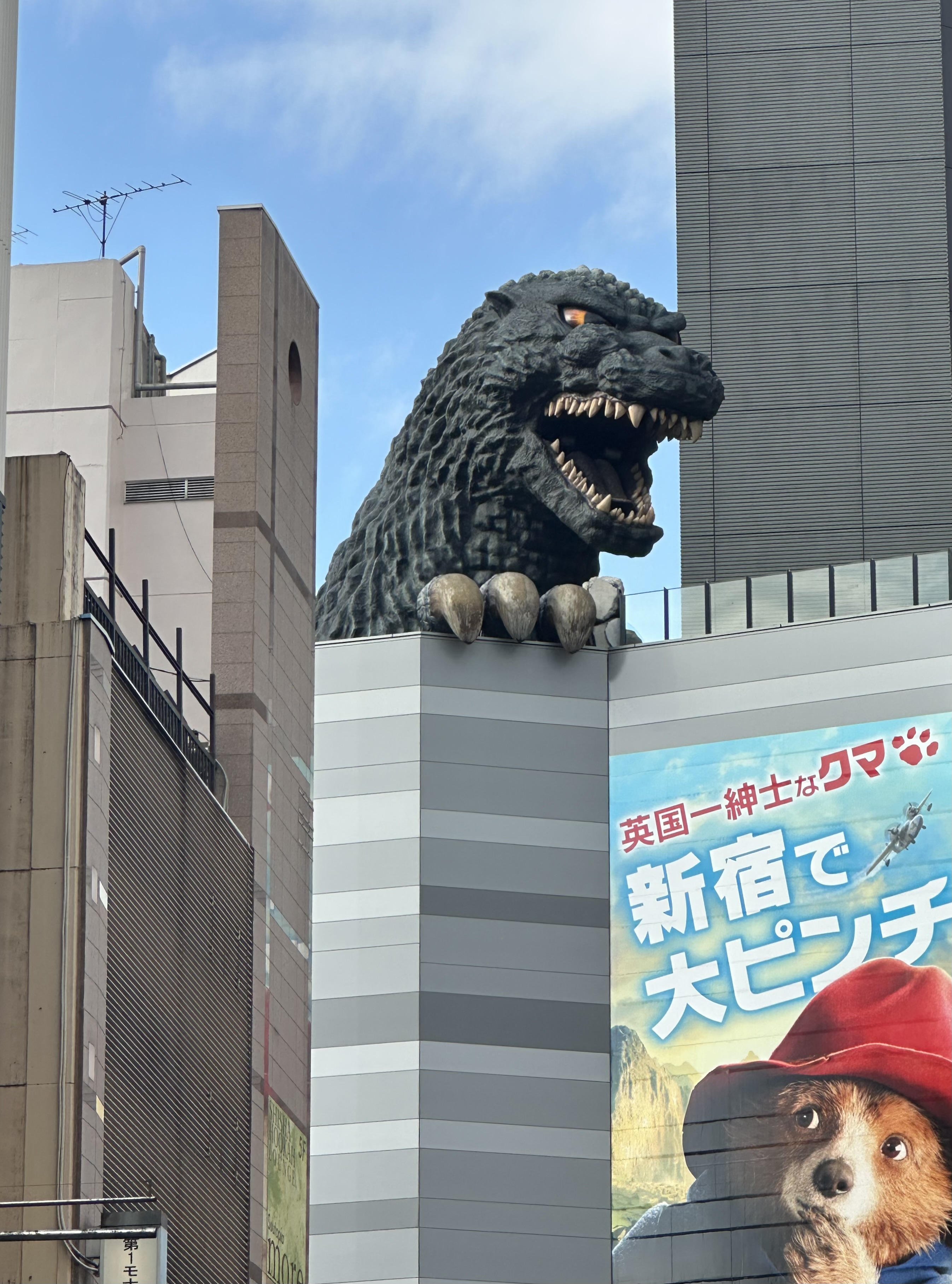
Godzillas Kopf, 2025

- Auf der Dachterrasse im achten Stock des Gracery Shinjuku Hotels im gleichnamigen Tokioter Stadtteil ragt eine maßstabsgetreue Figur mit Godzillas Kopf, welcher auch vom nahegelegenen Bahnhof gesehen werden kann. Zudem bietet das Hotel sogenannte Godzilla Rooms an. Hintergrund ist die Fanliebe des Hoteliers zu Godzilla.[57]
- Eine Unterart der Galápagos-Meerechse wurde von ihren Entdeckern „Godzilla-Meerechse“ getauft (Amblyrhynchus cristatus godzilla). Die Forscher gehen davon aus, dass Meerechsen die Filmemacher bei der Schaffung von Godzilla inspiriert haben.[58]
- Ebenfalls Namenspate war Godzilla für Gojirasaurus und die Familie der Godzilliidae aus der Klasse der Remipedia.
- Godzilla ist der Spitzname des japanischen Baseballspielers Hideki Matsui, der auch einen Auftritt im 2002 erschienenen Godzilla against MechaGodzilla hatte, und des brasilianischen MMA-Fighters Wendres da Silva.
- Godzilla war in mehreren Werbespots zu sehen, u. a. für die US-amerikanische Colamarke Dr Pepper, einer thailändischen Tankstellenkette, der Schokostäbchen "Mikado" des Herstellers LU und dem Schokoriegel Snickers.
- Die US-amerikanische Luft- und Raumfahrtgesellschaft NASA benannte am 21. Oktober 2018 ein Gammastrahler-Sternbild nach Godzilla.[59][60]
- Vom 9. Juli bis zum 12. Juli 2020 bot ein Hotel der Marke Hilton Worldwide erstmals in Houston (Texas) Godzilla-Hotelräume für Fans an.[61]

## Filmografie
- Showa-Staffel:
  - 1954: Godzilla
  - 1955: Godzilla kehrt zurück
  - 1956: Godzilla King of the Monsters (US-amerikanische Version des Films aus 1954)
  - 1962: Die Rückkehr des King Kong
  - 1964: Godzilla und die Urweltraupen
  - 1964: Frankensteins Monster im Kampf gegen Ghidorah
  - 1965: Befehl aus dem Dunkel
  - 1966: Frankenstein und die Ungeheuer aus dem Meer
  - 1967: Frankensteins Monster jagen Godzillas Sohn
  - 1968: Frankenstein und die Monster aus dem All
  - 1969: Godzilla – Attack All Monsters
  - 1971: Frankensteins Kampf gegen die Teufelsmonster
  - 1972: Frankensteins Höllenbrut
  - 1973: King Kong – Dämonen aus dem Weltall
  - 1974: King Kong gegen Godzilla
  - 1975: Die Brut des Teufels, Konga, Godzilla, King Kong
- Heisei-Staffel:
  - 1984: Godzilla – Die Rückkehr des Monsters
  - 1989: Godzilla, der Urgigant
  - 1991: Godzilla – Duell der Megasaurier
  - 1992: Godzilla – Kampf der Sauriermutanten
  - 1993: Godzilla gegen MechaGodzilla II
  - 1994: Godzilla gegen SpaceGodzilla
  - 1995: Godzilla gegen Destoroyah
- Millennium-Staffel
  - 1999: Godzilla 2000: Millennium
  - 2000: Godzilla vs. Megaguirus
  - 2001: Godzilla, Mothra and King Ghidorah
  - 2002: Godzilla against MechaGodzilla
  - 2003: Godzilla: Tokyo SOS
  - 2004: Godzilla: Final Wars

- Reiwa-Staffel[62][63]
  - 2016: Shin Godzilla
  - 2017: Godzilla: Planet der Monster
  - 2018: Godzilla: Eine Stadt am Rande der Schlacht
  - 2018: Godzilla: Zerstörer der Welt
  - 2021: Godzilla: Singular Point (Anime-Serie)
  - 2023: Godzilla Minus One

- TriStar Godzilla (USA)
  - 1998: Godzilla
  - 1998–1999: Godzilla – Die Serie (Zeichentrickserie)

- MonsterVerse (USA)
  - 2014: Godzilla
  - 2019: Godzilla II: King of the Monsters
  - 2021: Godzilla vs. Kong
  - 2023: Monarch: Legacy of Monsters (Fernsehserie)
  - 2024: Godzilla × Kong: The New Empire
- Sonstige Filme und Serien, die außerhalb Japans produziert wurden
  - 1969: Bambi Meets Godzilla (Kurz-Animationsfilm)
  - 1978–1979: Godzilla – Der Retter der Erde (Zeichentrickserie)

## Rezeption der Godzilla-Filme
Die nachfolgenden Tabellen zeigen das jeweilige weltweite Einspielergebnis, das zur Verfügung stehende Budget der Produktionen in US-Dollar, sowie den Anteil positiver Kritiken auf Rotten Tomatoes.
In der nachfolgenden Tabelle sind die japanischen Produktionen aufgelistet, die Zahlen sind teilweise aufgerundet.
| Filmtitel                                        | Einspielergebnis weltweit in US-$ | Budget US-$ | Anteil positiver Kritiken in Prozent |
| ------------------------------------------------ | --------------------------------- | ----------- | ------------------------------------ |
| Godzilla                                         | 562.711                           | –           | 93                                   |
| Godzilla kehrt zurück                            | –                                 | –           | 60                                   |
| Die Rückkehr des King Kong                       | 41.000.000                        | –           | 50                                   |
| Godzilla und die Urweltraupen                    | 25.300.000                        | –           | 92                                   |
| Frankensteins Monster im Kampf gegen Ghidorah    | 43.600.000                        | –           | 75                                   |
| Befehl aus dem Dunkel                            | –                                 | –           | 60                                   |
| Frankenstein und die Ungeheuer aus dem Meer      | –                                 | –           | 57                                   |
| Frankensteins Monster jagen Godzillas Sohn       | 8.400.000                         | –           | 60                                   |
| Frankenstein und die Monster aus dem All         | –                                 | –           | 75                                   |
| Godzilla – Attack All Monsters                   | –                                 | –           | 25                                   |
| Frankensteins Kampf gegen die Teufelsmonster     | –                                 | –           | 58                                   |
| Frankensteins Höllenbrut                         | –                                 | –           | 67                                   |
| King Kong – Dämonen aus dem Weltall              | 10.600.000                        | –           | 38                                   |
| King Kong gegen Godzilla                         | 14.120.000                        | –           | 71                                   |
| Die Brut des Teufels, Konga, Godzilla, King Kong | –                                 | –           | 43                                   |
| Godzilla – Die Rückkehr des Monsters             | 4.110.000-11.000.000              | –           | 20                                   |
| Godzilla, der Urgigant                           | –                                 | –           | 71                                   |
| Godzilla – Duell der Megasaurier                 | –                                 | –           | 56                                   |
| Godzilla – Kampf der Sauriermutanten             | –                                 | –           | 75                                   |
| Godzilla gegen MechaGodzilla II                  | –                                 | –           | 83                                   |
| Godzilla gegen SpaceGodzilla                     | –                                 | –           | 57                                   |
| Godzilla gegen Destoroyah                        | 37.200.000                        | –           | 100                                  |
| Godzilla 2000: Millennium                        | 12.900.000                        | 13.000.000  | 57                                   |
| Godzilla vs. Megaguirus                          | –                                 | –           | 60                                   |
| Godzilla, Mothra and King Ghidorah               | 165.200.000                       | –           | 63                                   |
| Godzilla against MechaGodzilla                   | –                                 | –           | –                                    |
| Godzilla: Tokyo SOS                              | 10.720.000                        | –           | 80                                   |
| Godzilla: Final Wars                             | 9.170.000                         | –           | 50                                   |
| Shin Godzilla                                    | 78.048.505                        | –           | 86                                   |
| Godzilla: Planet der Monster                     | 3.285.291                         | –           | –                                    |
| Godzilla: Eine Stadt am Rande der Schlacht       | –                                 | –           | –                                    |
| Godzilla: Zerstörer der Welt                     | 1.523.168                         | –           | –                                    |
| Godzilla Minus One                               |                                   |             | 98                                   |

Diese Tabelle beinhaltet die außerhalb Japans produzierten Filme.
| Filmtitel                         | Einspielergebnis weltweit in US-$ | Budget US-$             | Anteil positiver Kritiken in Prozent |
| --------------------------------- | --------------------------------- | ----------------------- | ------------------------------------ |
| Godzilla (1998)                   | 379.014.294                       | 130.000.000             | 15                                   |
| Godzilla (2014)                   | 524.976.069                       | 160.000.000             | 76                                   |
| Godzilla II: King of the Monsters | 386.600.138                       | 170.000.000             | 43                                   |
| Godzilla vs. Kong                 | 463.063.133                       | 150.000.000–200.000.000 | 76                                   |

## Musik
Die US-amerikanische Rockband Blue Öyster Cult verarbeitete den Godzilla-Stoff in dem gleichnamigen Song, erschienen 1977 auf dem Album Spectres. Die spätere Live-Version auf Extraterrestrial Live (1982) wurde um ein Intro erweitert, worin die Godzilla-Story hörspielartig nacherzählt wird. Der Song zählt zu den Klassikern der Band.
Der Song Simon Says von Pharoahe Monch ist ein Hip-Hop Remix eines Godzilla Soundtracks.
Die 1984 gegründete brasilianische Metal-Band Sepultura veröffentlichte im September 1993 auf ihrem Album Chaos A.D. einen Song namens Biotech is Godzilla.
Die Britische Band Lostprophets veröffentlichte den Song We Are Godzilla, You Are Japan in ihrem zweiten Album Start Something.
Die 1996 gegründete französische Band Gojira hieß ursprünglich Godzilla, benannte sich später aber nach dem japanischen Originalnamen um.
Die US-amerikanische Punk-Band, Groovie Ghoulies veröffentlichte 2002 einen Song namens Hats Off To You (Godzilla) als Reverenz an Godzilla.
Der US-amerikanische Künstler Doctor Steel veröffentlichte ebenfalls im Jahr 2002 den Song Atomic Superstar über Godzilla in seinem Album People of Earth.
2003 erschien im Album Hai der Band The Creatures ein japanischer Song, den sie Godzilla widmeten, der Name des Songs war Godzilla!
Die britische Heavy-Metal-Band Iron Maiden verwendete Szenen aus dem Film Godzilla und die Urweltraupen für ihr Musikvideo zu The Number of the Beast
Es existieren mindestens 4 Original Film-Soundtracks zu den Godzilla-Filmen:

The Best Of Godzilla Vol.1 (1954–1975), GNP Crescendo Records, GNPD 8055 (1998)

The Best Of Godzilla Vol.2 (1984–1995), GNP Crescendo Records, GNPD 8056 (1998)

The Best of Godzilla – Then (1954–1975), Silva Screen Records, FILMCD 201 (1998)

The Best of Godzilla – Now (1984–1995), Silva Screen Records, FILMCD 202 (1998)